# Omolabus
Omolabus är ett släkte av skalbaggar. Omolabus ingår i familjen rullvivlar.

## Dottertaxa tillOmolabus, i alfabetisk ordning[1]
- Omolabus aeneicollis
- Omolabus angulipennis
- Omolabus bifoveatus
- Omolabus bigibbicollis
- Omolabus biimpressus
- Omolabus bowringi
- Omolabus callifer
- Omolabus callosus
- Omolabus columbiensis
- Omolabus corniculatus
- Omolabus corumbaensis
- Omolabus curticornis
- Omolabus deceptor
- Omolabus dubius
- Omolabus gibbiphorus
- Omolabus innotatus
- Omolabus jekeli
- Omolabus ligulatus
- Omolabus lituratus
- Omolabus longirostris
- Omolabus piceus
- Omolabus placidus
- Omolabus plaumanni
- Omolabus quadratus
- Omolabus rugicollis
- Omolabus subaeneus
- Omolabus subrugosus
- Omolabus thoracalis
- Omolabus tricolor